# Agrypon puncticulatum
Agrypon puncticulatum är en stekelart som beskrevs av Wang 1984. Agrypon puncticulatum ingår i släktet Agrypon och familjen brokparasitsteklar. Inga underarter finns listade i Catalogue of Life.